# 碱土金属卤化物
碱土金属卤化物是碱土金属和卤素之间形成的化合物，化学通式为MX2。

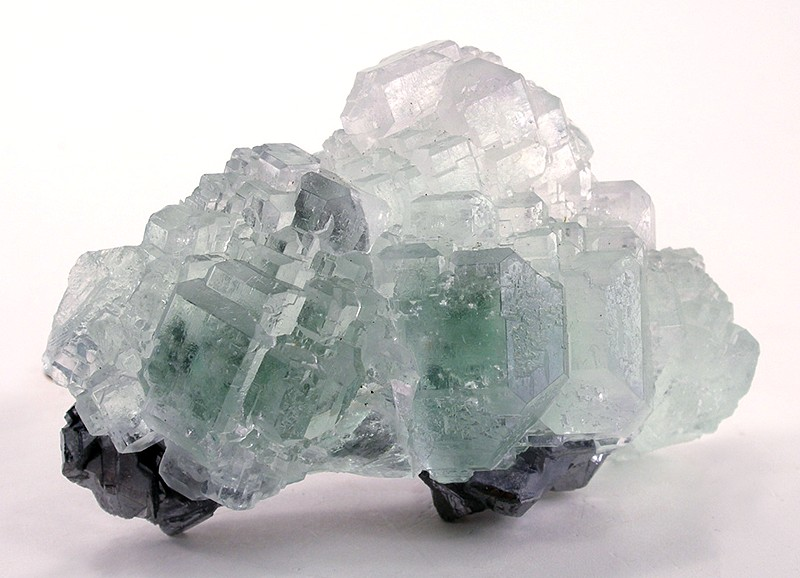
氟化钙在自然界中以萤石矿物的形式存在。

## 制备
碱土金属卤化物可由其氧化物、氢氧化物或碳酸盐和氢卤酸（卤化氢）反应得到。
对于难溶的卤化物，可以通过沉淀得到，如BaClF。

## 碱土金属二元卤化物
|    | 碱土金属 |       |       |       |       |       |
| 铍 | 镁       | 钙    | 锶    | 钡    | 镭    |       |
| 氟 | BeF2     | MgF2  | CaF2  | SrF2  | BaF2  | RaF2  |
| 氯 | BeCl2    | MgCl2 | CaCl2 | SrCl2 | BaCl2 | RaCl2 |
| 溴 | BeBr2    | MgBr2 | CaBr2 | SrBr2 | BaBr2 | RaBr2 |
| 碘 | BeI2     | MgI2  | CaI2  | SrI2  | BaI2  | RaI2  |

## 碱土金属三元卤化物

### 混合卤化物
碱土金属可以形成的混合卤化物如下：
- 铍：BeFCl、BeFBr、BeFI、BeClBr、BeClI
- 镁：MgFCl、MgFBr、MgFI、MgClBr、MgClI、MgBrI
- 钙：CaFCl、CaFBr、CaFI、CaClBr、CaClI、CaBrI
- 锶：SrFCl、SrFBr、SrFI、SrClBr、SrClI、SrBrI
- 钡：BaFCl、BaFBr、BaFI、BaClBr、BaClI、BaBrI

此外，碱土金属还能形成M2+
H−
X−
类的化合物，如MgHCl、CaHBr等。
氯化镁的水合物在135°C以上水解，生成碱式盐Mg(OH)Cl。。
而乾燥的氯化鐳亦與水蒸氣發生水解，產生氯氣和氫氧化鐳。

### 碱金属-碱土金属复合卤化物
碱土金属的复合卤化物如CsCaF3（立方）、CsMgF3（四方）、KCaF3（单斜）是已知的。